# Hellens
Hellens Manor, également connu sous le nom de Hellens House ou simplement Hellens, est situé dans le village de Much Marcle dans le Herefordshire. C'est une des plus anciennes maisons en Angleterre ; l'architecture actuelle remonte principalement au style Tudor, mais certains éléments peuvent être beaucoup plus anciens.

## Historique
Le manoir a été attribué à la famille Balun en 1096. Les Balun furent par la suite témoins de la signature de la Magna Carta. Ultérieurement, elle passa quelque temps aux Mortimer, dont le plus célèbre fut Roger Mortimer, amant de la reine Isabelle, dont on pense qu'il avait préparé le meurtre de son époux, Édouard II, au château de Berkeley. 
En 1301, la propriété passa à la famille de Hugh Audley, qui fut créé 1er comte de Gloucester en 1337. Hugh Audley mourut en 1347 et la propriété du manoir fut transmise à son neveu, sir James Audley, chevalier fondateur de l'Ordre de la Jarretière et compagnon d'Édouard, le Prince Noir. 
Sir James la loua à Walter de Helyon, dont la propriété prit le nom. Une effigie de Walter de Helyon, faite en bois précieux, se trouve à Saint-Barthélemy, l'église paroissiale de Much Marcle. Les descendants de Helyon ont résidé au manoir presque continuellement depuis cette première occupation.

## Description
Hellens est un monument vivant d'une grande partie de l'histoire d'Angleterre. On y trouve de nombreux objets anciens, y compris des meubles, des tableaux et autres éléments de décoration. Il existe des objets associés à Anne Boleyn, Marie Tudor, Robert Devereux (comte d'Essex et favori de la reine Élisabeth Ire), Charles Ier, le duc de Wharton et d'autres habitants de la maison au cours des siècles. Entre autres, on voit affichée une lettre de pardon d'Élisabeth Ire à Richard Walwyn. 
La « Chambre de Hetty Walwyn » porte le nom de celle qui au XVIIIe siècle y a été recluse par sa mère jusqu'à sa mort, sous la garde d'une gouvernante, après une tentative échouée d'enlèvement amoureux. Sur l'une des vitres, on peut lire une inscription qu'on lui a attribuée : « Cela fait partie de la vertu de nous priver de ce que nous aimons si cela attente à notre honneur », apparemment gravée avec une bague de diamant. Une légende locale prétend que Hetty Walwyn a été emprisonnée pendant plus de trente ans, à partir de sa vingtième année, jusqu'à ce que, finalement, elle se suicidât. On raconte que son fantôme hante toujours la pièce. 
Un autre fantôme qu'on prête à la maison est celui d'un prêtre de la famille qui aurait été tué par des Têtes rondes en train de fouiller la maison car son propriétaire était catholique. Son fantôme se tiendrait dans une chambre près de celle de Hetty Walwyn, pièce qui a hébergé jadis Marie Tudor. 
Les jardins se conforment à l'architecture Tudor et aux modèles jacobites ; ils comprennent un jardin d'entrelacs, fermé de murs, un labyrinthe d'ifs, et un pigeonnier octogonal du XVIIe siècle. Il existe également une promenade au milieu de bois et d'étangs ainsi qu'un vieux moulin à cidre, qui abrite les voitures à chevaux de la famille, dont une Derby. Le moulin à cidre reprend chaque automne sa fonction primitive. 
Une grange restaurée du XVIe siècle sert actuellement à accueillir des manifestations. On peut la louer pour s'en servir de théâtre (150 places), de lieu pour les enregistrements, ou de salle pour mariages ou conférences jusqu'à 100 participants. 
Après la famille Pennington-Mellor, la maison est finalement entrée en possession de Malcolm Munthe, le fils de Hilda Pennington-Mellor et d'Axel Munthe. Malcolm Munthe a passé en grande partie la fin de sa vie à restaurer les lieux, ainsi qu'une autre propriété de famille, la Southside House à Londres, pour en faire des joyaux historiques. 
Hellens sert encore partiellement de résidence, mais surtout de musée, il est administré par le Pennington-Mellor-Munthe Charity Trust, et accueille des groupes de touristes aussi bien que des manifestations culturelles comme des conférences, des concerts, des excursions scolaires, et des discussions littéraires, constituant ainsi un élément clé de la vie culturelle à Much Marcle. En dehors des visites occasionnelles des membres de la famille Pennington-Mellor-Munthe, un conservateur faisant office de gardien habite sur place avec sa famille.

## Sources
- (en) Cet article est partiellement ou en totalité issu de l’article de Wikipédia en anglais intitulé « Hellens » (voir la liste des auteurs).